# Komba gewerkschaft
komba gewerkschaft – niemiecki związek zawodowy zrzeszony w DBB. Organizacja reprezentuje urzędników niemieckiej służby cywilnej pracujących w administracji krajów związkowych, powiatów, gmin i miast, pracowników tych jednostek samorządowych niebędących urzędnikami, a także pracowników sprywatyzowanych przedsiębiorstw usługowych (zajmujących się np. transportem zbiorowym, utylizacją śmieci itp.). Związek liczy ok. 75.000 członków (stan na rok 2004). 

## Organizacja
Na czele związku stoją: przewodniczący, którym aktualnie jest Heinz Ossenkamp oraz kilku zastępców przewodniczącego.
Główny zarząd federalny mieści się w Kolonii, organizacja ma też biuro w Berlinie. W terenie związek składa się z 16 zrzeszeń, po jednym na każdy kraj związkowy.
W związku działają komisje służące lepszej reprezentacji specyficznych interesów zrzeszonych w nim grup zawodowych i społecznych.
- Federalna Komisja ds. Prawa Urzędniczego (Beamtenrechtsausschuss)
- Federalna Komisja ds. Układów Zbiorowych (Bundestarifausschuss)
- Komisja ds. Polityki dot. Kobiet i Zrównania Praw (Ausschuss für Frauenpolitik und Gleichstellungsfragen)
- Federalna Komisja ds. Straży Pożarnej (Bundesfeuerwehrkommission)
- Federalna Komisja ds. Młodzieży (Bundesjugendausschuss)